# Burak Altıparmak
Burak Altıparmak (* 15. Oktober 1990 in Berlin) ist ein deutsch-türkischer Fußballspieler.

## Karriere
Der Deutsch-Türke Altıparmak kam in Berlin auf die Welt und begann hier in der Jugend von BSV Hürtürkel mit dem Vereinsfußball. Anschließend durchlief er die Jugendabteilungen der Berliner Traditionsvereine Tasmania Gropiusstadt und Hertha 03 Zehlendorf. 2009 wechselte er zur Reservemannschaft des Bundesligisten VfL Wolfsburg. Nachdem er hier zwei Spielzeiten lang den Sprung in die Stammelf verpasst hatte, verließ er diesen Verein wieder.
2011 wechselte er zum Regionalligisten Berliner AK 07. Bei diesem Verein etablierte er sich auf Anhieb als Stammspieler. Er war hier Teil jener Mannschaft, die in der 1. Hauptrunde des DFB-Pokals den Fußball-Bundesligisten TSG 1899 Hoffenheim überraschend mit 4:0 schlug.
Im Sommer 2013 wechselte Altıparmak in die türkische TFF 1. Lig zum Liganeuling Ankaraspor. BAK war bis zum Sommer 2009 eine der Zweitmannschaften Ankaraspors, sodass beide Vereine gute Beziehungen pflegen. Für die Rückrunde wurde er an den Drittligisten Bugsaşspor ausgeliehen. Zur Saison 2015/16 kehrte er zu Ankaraspor, welches sich in der Zwischenzeit in Osmanlıspor FK umbenannt hatte, zurück.
Ende August 2015 kehrte er nach Deutschland zurück und heuerte beim 1. FC Magdeburg an.
Nach der Saison 2015/16 verließ er Magdeburg und wechselte in die Türkei zum Zweitligisten Denizlispor. Mit Denizlispor konnte er die Meisterschaft der TFF 1. Lig 2018/19 und den Aufstieg in die Süper Lig feiern. Nach diesem Erfolg konnte er sich mit Denizlispor zu keiner weiteren Zusammenarbeit einigen. Daraufhin verließ er den Aufsteiger und heuerte beim Zweitligisten Bursaspor an.

## Erfolge
Mit Berliner AK 07
- Gewinner Berliner Landespokal 2010 und 2012
- Teilnahme an der 1. Hauptrunde im DFB-Pokal 2010/11 gegen den 1. FSV Mainz 05
- Aufstieg in die Regionalliga Nord 2010/11
- Teilnahme an der 2. Hauptrunde im DFB-Pokal 2012/13

Mit Denizlispor
- Meister der TFF 1. Lig und Aufstieg in die Süper Lig: 2018/19